# Crenistria-Horizont
Der Crenistria-Horizont, auch Crenistria-Kalke  genannt, ist eine lithostratigraphische Einheit im Obervisé (Unterkarbon) Mittel- und Westeuropas. Sie besteht aus einer Abfolge von ein bis drei dunklen Kalksteinbänken, die mit Schwarz- und Kieselpeliten wechsellagern. Die Kalksteinlagen wurden während des so genannten Crenistria-Events gebildet. 
Nachgewiesen wurde der Crenistria-Horizont im Harz, im Rheinischen Schiefergebirge, in Belgien, in Südwest-England sowie in Westportugal. Die lithologische Ausprägung zeigt eine deutliche Abhängigkeit von der jeweiligen paläogeographischen Ablagerungssituation: In tieferen Beckenbereichen sind die Kalksteinlagen relativ mächtig und rein mikritisch ausgebildet. Im Bereich von Beckenhochlagen steigt der Tonanteil bei reduzierter Mächtigkeit.

## Crenistria-Event
Durch einen vorübergehenden Abfall des Sauerstoffgehalts im Wasser (ozeanisches anoxisches Ereignis) verschlechterten sich die Lebensbedingungen im epikontinentalen Binnenmeer des rhenoherzynischen Kulm-Beckens. Dies löste ein Massensterben der im Wasser lebenden Organismen aus. Eine rasche Ablagerung mariner Organismenschalen auf dem Meeresboden war die Folge. Darunter befanden sich Ammoniten – besonders Goniatiten der Art Goniatites crenistria, deren häufiges Vorkommen für die Ereignis-Lagen namensgebend war – als auch Strahlentierchen und Muschelschalen. Gleichzeitig stieg der pH-Wert des Wassers, was zur Folge hatte, dass im höheren Maße im Wasser gelöstes Kalziumkarbonat ohne Beteiligung karbonatabscheidender Organismus (d. h. abiotisch) ausfiel.